# Joan Brunet
|  | Per a altres significats, vegeu «Joan Brunet i Mauri». |

Joan Brunet   (Avinyó, 27 de desembre de 1822 - Avinyó, 23 d'octubre de 1894) fou un poeta occità i un dels fundadors del Felibritge. Publicà sota el pseudònim "felibre de l'arc de seda".
El 21 de maig de 1854, participà en la fundació del Felibritge amb Josèp Romanilha, Frederic Mistral, Teodòr Aubanèu, Anfós Tavan, Pau Giera i Ansèume Matieu.
Va publicar col·leccions de poemes i dites en occità provençal. Els seus primers poemes els va publicar al diari francès literari Musée des familles el 1867.
El 1867 va acollir a casa seva, al nombre 17 del carrer Garlanda d'Avinyó, el polític i poeta català Víctor Balaguer, líder del Partit Liberal i francmaçó com ell, durant el seu exili el 1867.

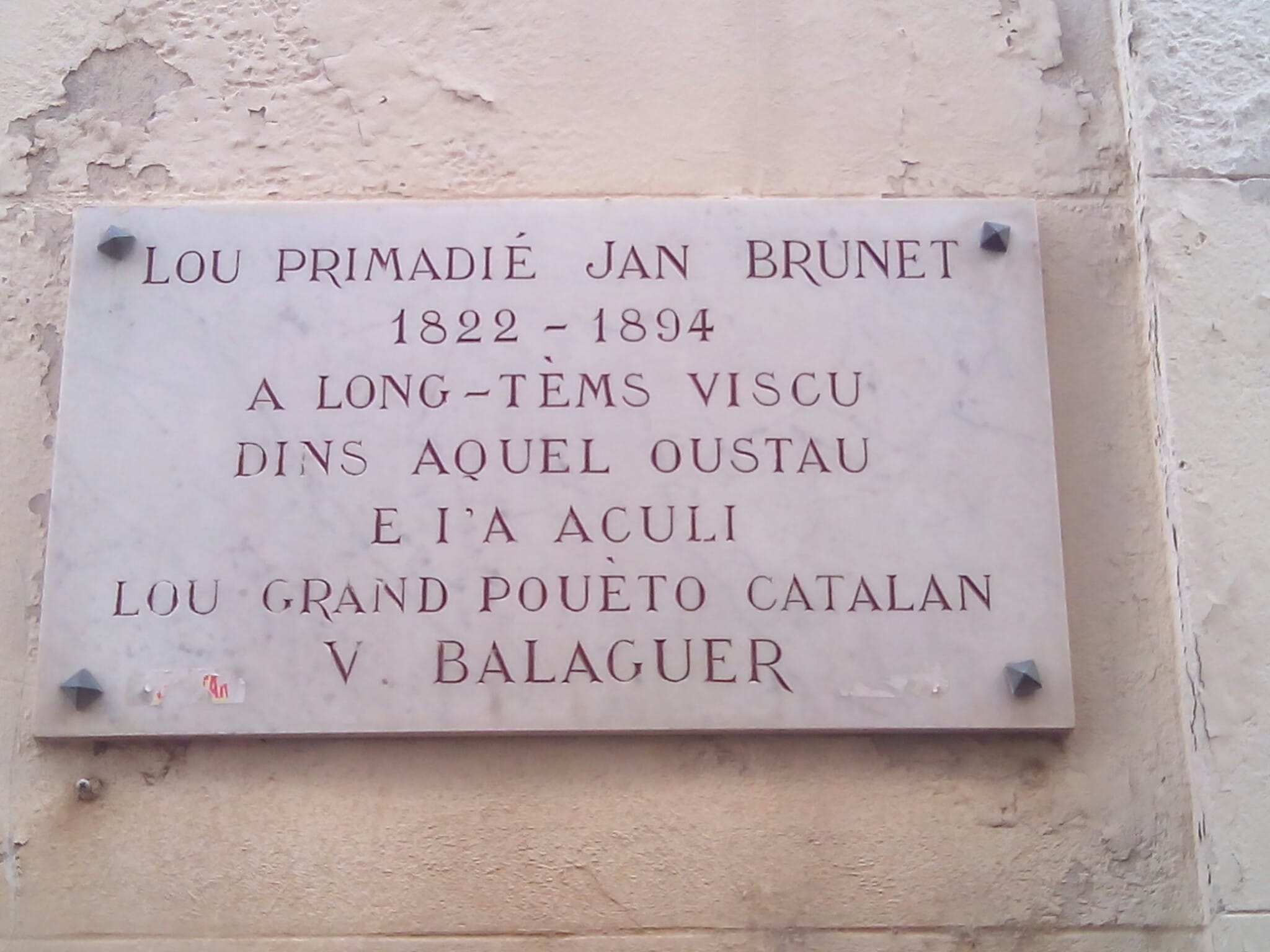
Placa commemorativa a la casa on visqué Joan Brunet i en la qual hi acollí Víctor Balaguer